# Culicoides parapiliferus
Culicoides parapiliferus är en tvåvingeart som beskrevs av Wirth och Blanton 1974. Culicoides parapiliferus ingår i släktet Culicoides och familjen svidknott. Inga underarter finns listade i Catalogue of Life.